# Luigi Riva
Luigi Riva (Leggiuno, 7 de novembro de 1944 – Cagliari, 22 de janeiro de 2024) foi um futebolista italiano que atuava como atacante.
Considerado um dos maiores atacantes italianos da história. Campeão europeu pela Itália em 1968, disputou a Copa do Mundo de 1970 e a Copa do Mundo de 1974. É o maior artilheiro da Seleção Italiana, com 35 gols em 42 jogos. Seus chutes com a canhota eram devastadores e ficaram conhecidos como rombo di tuono, "ronco do trovão".
No campeonato italiano, marcou 168 vezes, um verdadeiro feito na época mais retrancada do futebol do país. É um símbolo da pequena equipe do Cagliari, clube onde é o maior artilheiro da história, com a qual foi três vezes artilheiro da Serie A e campeão em 1970, além de também ter sido presidente. Sua frase mais famosa é:
| “ | "Não entro em campo para outra coisa que não seja marcar meus gols. Prefiro jogar mal e marcar do que jogar apenas muito bem." | ” |

## Carreira em clubes
Nasceu em uma família humilde em uma pequena cidade italiana. Aos dezesseis anos, com a morte de mãe (perdera o pai aos nove), teve de cuidar sozinho das duas irmãs mais novas. Daí surgiu sua obsessão por vencer: complementava o emprego de eletricista jogando por uma equipe amadora, ganhando por ela três dólares desde que vencesse a partida. Apesar dos esforços, uma das irmãs faleceu de leucemia. A outra ficou paralítica após um acidente automobilístico. Riva, não deixando transparecer abalos, ficaria conhecido como "homem do lago" por sua introspecção.
Pôde dedicar-se exclusivamente ao futebol quando foi aceite no Legnano, equipe profissional da Serie C1. Após uma única temporada, a de 1962/63, foi contratado pelo não muito maior Cagliari, da Serie B. No clube da Sardenha, conseguiu o acesso para a Serie A em sua primeira temporada. E, jogando pela primeira vez na elite na temporada 1964/65, alcançou com ao pequeno clube uma honrosa sexta colocação. Chamou imediatamente a atenção da Seleção Italiana. Todavia, mesmo marcando onze gols na temporada seguinte (contra nove na de sua estreia), não seria chamado para a Copa do Mundo de 1966, em virtude de uma fratura.

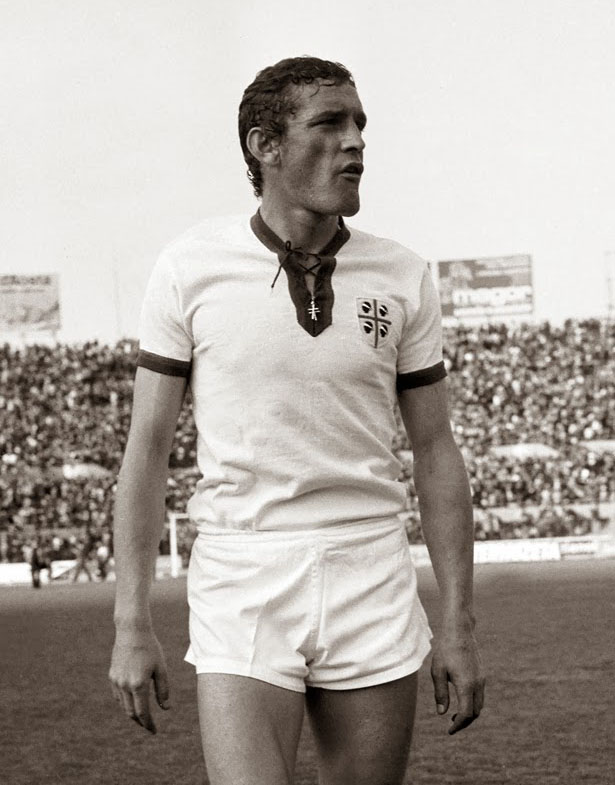
Gigi Riva no Cagliari em 1970

Ironicamente, após o mundial, Riva realizou sua melhor temporada até então, com o Cagliari terminando outra vez em sexto graças à artilharia de seu atacante: foram dezoito gols em 23 partidas. E a diferença para a campeã Juventus ficou em apenas nove pontos. Riva solidificou-se na Azzurra e, mesmo realizando a temporada 1967/68 aquém da anterior no Cagliari, ganharia a Eurocopa 1968. Entrou em sua melhor fase: na temporada seguinte, 1968/69, ele conquistou novamente a artilharia e o Cagliari foi vice-campeão. Recebeu então proposta da Juventus, uma das maiores equipes do país. A equipe de Turim pagaria 2 milhões de dólares, em valores da época, por Riva e, para esfriar os exaltados ânimos dos torcedores do Cagliari, financiaria a construção de um hospital moderno na cidade.
A proposta, no entanto, foi recusada. Um dirigente do clube explicou que "até agora, só o atum nos deu fama. Com Riva, ganhamos a admiração de toda a Itália". Riva retribuiu o carinho da melhor forma: foi novamente o artilheiro da Serie A e o clube foi campeão na temporada que se seguiu à oferta, a de 1969/70. Para completar, a vice foi justamente a Juve. Mesmo com o primeiro (e único) scudetto (dele e do clube), a temporada quase terminou mal para ele, que novamente fraturou a perna, mas ainda sim foi chamado para a Copa do Mundo de 1970.
Credenciada para representar a Itália na Copa dos Campeões da UEFA de 1970/71, Riva não fez feio: marcou três vezes nas quatro partidas que o Cagliari conseguiria fazer; após eliminar o Saint-Étienne no primeiro mata-mata, o clube caiu na seguinte, frente ao Atlético de Madrid.
Riva continuou a intrometer o Cagliari entre os grandes nos anos seguintes, chegando a recusar em 1973 a proposta de outro gigante do país, na ocasião a Juventus. Porém, em 1976, sofreu a lesão que abreviaria definitivamente a carreira, ao machucar o tendão direito. O Cagliari não sobreviveria e seria rebaixado na última colocação ao fim do campeonato de 1975/76. Riva ficou dois anos sem jogar até assumir que não poderia voltar.
Permaneceu ligado ao Cagliari nos anos seguintes, tendo sido presidente do clube na década de 1980. Em 2005 este clube imortalizou a camisa número 11, que Riva utilizava em seu tempo de jogador.

## Seleção Italiana

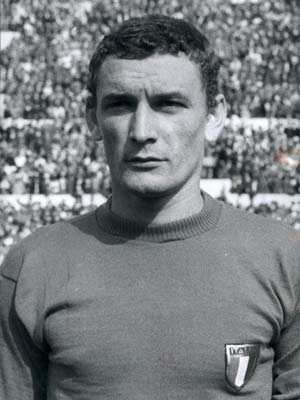
Gigi Riva com a Seleção Italiana no Estádio Olímpico de Roma.

Riva estreou pela Seleção Italiana em 1965, após seu bom debute na Serie A com o Cagliari. Poderia ter figurado na Copa do Mundo de 1966, ainda mais porque um dos maiores concorrentes na posição, o ítalo-brasileiro José João Altafini, não poderia mais defender a Squadra Azzurra: a FIFA passara a proibir a participação de estrangeiros que já tivessem atuado por seu país de origem. Porém, uma fratura na perna minou suas chances - a inexperiência também atrapalhava.
Dois anos depois, com sua vaga assegurada, tornou-se um dos heróis do título da Eurocopa 1968, marcando na final contra a Iugoslávia. Manteve o embalo nas eliminatórias para a Copa do Mundo de 1970, marcando os gols que garantiram a classificação italiana: o único contra o País de Gales em Cardiff e os dois contra a Alemanha Oriental em Berlim Oriental. No retorno, com a Itália finalmente jogando em casa, marcou mais três nos 4 x 1 contra os galeses e outro nos 3 x 0 sobre os alemães.
No último amistoso antes do mundial, marcou os dois gols na vitória por 2 x 1 em amistoso contra Portugal. Porém, passou toda a primeira fase sem marcar. O primeiro poderia ter saído nela, mas um gol seu contra Israel foi anulado. Mesmo com a excessiva catenaccio, a Itália, que só marcou um gol, avançou de fase, pois os outros adversários, Uruguai e Suécia, não conseguiram ter mais saldo de gols.
Nas quartas-de-final, os adversários seriam os anfitriões mexicanos. Riva finalmente desencantou, marcando duas vezes na vitória de virada de 4 x 1. Faria outro na lendária prorrogação contra a Alemanha Ocidental nas semifinais, vencida por 4 x 3. Pela final, a Itália enfrentaria o Brasil. Ambos os países, bicampeões, lutavam ainda pela posse definitiva da Taça Jules Rimet, destinada a ficar com o primeiro tricampeão. Embalado por seu despertar nas duas partidas anteriores, Riva desdenhou do adversário, declarando que iria acabar com as pretensões da "ridícula Seleção Brasileira".
Após sair atrás no placar, os italianos conseguiram empatar no final do primeiro tempo graças a uma falha de Clodoaldo. Mesmo com os brasileiros desmoralizados após o lance, os italianos prenderam-se em apenas destruir as jogadas adversárias, característica da catenaccio. Os adversários voltaram a se encorajar e, no segundo tempo, marcaram outras três vezes e asseguraram o título. Riva foi um dos poucos italianos, ao lado de Sandro Mazzola, que demonstrou gana até o fim da partida, enquanto os companheiros demonstravam esgotamento, mas pouco pôde fazer.
Riva ainda foi chamado para a Copa do Mundo de 1974. Sua condição física estava bastante prejudicada e, após a Itália cair ainda na primeira fase sem nenhum gol dele, não jogou mais pela Azzurra.

## Morte
Riva morreu em 22 de janeiro de 2024, aos 79 anos, em Cagliari. O ex-jogador foi internado em um hospital da cidade após sofrer um infarto.

## Títulos
Cagliari
- Serie A: 1969–70

Seleção Italiana
- Eurocopa: 1968

### Prêmios individuais
- Seleção da Eurocopa: 1968
- Hall da Fama do Futebol Italiano: 2011
- IFFHS ALL TIME DREAM TEAMS ITALY (Time B)[12]

### Artilharias
- Coppa Italia de 1964–65 (3 gols)
- Serie A de 1966–67 (18 gols)
- Serie A de 1968–69 (21 gols)
- Eliminatórias da Eurocopa de 1968 (6 gols)
- Coppa Italia de 1968–69 (8 gols)
- Serie A de 1969–70 (21 gols)
- Coppa Italia de 1972–73 (8 gols)